# Салахедин Сбай
Салахедин Сбай (на арабски език - صلاح الدين السباعي) е бивш марокански футболист, национал на Мароко, който играе като защитник.

## Кариера
Сбай започва да играе професионално в белгийския Шарлероа. През 2005 г. преминава под наем за 2 сезона в Тубиз. Завръща се в Шарлероа през август 2008 г.
На 24 юни 2009 г. Ним Олимпик привлича Салахедин, който е и бивш юноша на клуба.
На 27 януари 2011 г., Сбай е преотстъпен до края на сезона на английския Блекпул, който тогава е в Премиършип. Веднъж попада в групата за мача срещу Манчестър Юнайтед, но в предивид голямата конкуренция не успява да запише игрови минути, а Блекпул изпада от Висшата лига.

### Национален отбор
Сбай е бивш младежки национал на Мароко. Дебютира за мъжкия национален отбор в квалификация за световното първенство през 2010 г. срещу Мавритания на 11 октомври 2008 г.